# Orson Welles
Orson Welles (født 6. maj 1915, død 10. oktober 1985) var en amerikansk skuespiller, filminstruktør og manuskriptforfatter.
Hans debutfilm Citizen Kane (1941) er ofte blevet kaldt for verdens bedste film. Selv kaldte han sin indspilning fra 1962 af Franz Kafkas roman Processen, for sin bedste film.
Da han var ung, var han også meget gode venner med Franklin. D. Roosevelt og Winston Churchill. Han har også engang mødt Adolf Hitler.

## Filmliste (instruktør)
- Citizen Kane, 1941 (+ Spillede med)
- Familien Amberson (The Magnificent Ambersons), 1942
- Den fremmede (The Stranger), 1946 + S
- Kvinden fra Shanghai (The Lady from Shanghai), 1948, + S
- Othello (Othello)[5], 1952, + S
- Mr. Arkadin (Confidential Report), 1955, + S
- Politiets blinde øje (Touch of Evil), 1958, + S
- Processen (The Trial), 1962, + S
- Falstaff (Falstaff), 1966, + S
- Den udødelige historie (Une histoire immortelle), tv-film 1968, + S
- F for fup (F for Fake), dokumentarfilm 1975, + S
- The Other Side of the Wind, 2018[6]

## Roller i andres film
- Et vajsenshusbarn, 1943
- I morgen – og for evigt, 1945
- Den tredje mand, 1949
- Versailles, 1953
- Napoléon, 1955
- Moby Dick, 1956
- Den lange varme sommer, 1958
- Himlens rødder, 1958
- De amoralske, 1959
- Hotel International, 1963
- Brænder Paris?, 1966
- Mand til alle tider, 1966
- Kong Ødipus, 1968
- Punkt 22, 1970
- Ti dages frist, 1971
- Treasure Island, 1972
- Butterfly, 1981
- Someone to Love, 1987